# محمد علي القوزي
مُحمَّد علي القوزي هو مُؤرِّخ وأُستاذ جامعي لُبناني. وُلد في بيروت سنة 1946م. تخرَّج من كُليَّة الآداب بجامعة بيروت العربيَّة سنة 1972م، ثُمَّ تابع دراساته العُليا في كُليَّة الآداب بجامعة القاهرة، فنال منها الماجستير سنة 1978م ثُمَّ الدكتوراه سنة 1982م.
حاضر ودرَّس في جامعة بيروت العربيَّة وكُليَّة الإمام الأوزاعي للدراسات الإسلاميَّة. تولَّى رئاسة قسم التاريخ في جامعة بيروت العربيَّة مُنذ سنة 2002م، وهو عضو مجلس أُمناء وقف البرّ والإحسان المالك لجامعة بيروت العربية منذ سنة 1984م، وكذلك مجلس أُمناء وقف المركز الإسلامي للتربية المالك لجامعة الإمام الأوزاعي منذ سنة 1987م.

## مؤلفات مختارة
له عدَّة مُؤلَّفات، من أبرزها:
- «دراسات في تاريخ العرب المُعاصر» سنة 1999م.
- «تاريخ الشرق الأقصى الحديث والمُعاصر» سنة 2001م، بالاشتراك مع الدكتور حسَّان حلَّاق.
- «في تاريخ إفريقيا الحديث والمُعاصر» سنة 1426هـ = 2006م.